# Real Club Celta de Vigo 2016-2017
Questa voce raccoglie le informazioni riguardanti il Real Club Celta de Vigo nelle competizioni ufficiali della stagione 2016-2017.

## Stagione

### Campionato
Il Celta Vigo ha chiuso il campionato al tredicesimo posto con 45 punti, frutto di 13 vittorie, 6 pareggi e 19 sconfitte.

### Coppa del Re
In Coppa del Re il Celta Vigo ha raggiunto la semifinale, dove è stato eliminato dal Deportivo Alavés (0-0 all'andata, 1-0 per l'Alavés al ritorno). Nel turno precedente, ossia nei quarti di finale, il Celta aveva eliminato il Real Madrid vincendo 1-2 a Madrid la gara di andata e pareggiando per 2-2 in casa quella di ritorno. Nel corso del torneo la squadra aveva eliminato anche il Valencia e l'UCAM Murcia.

### Europa League
In Europa League la squadra, inserita nel gruppo G assieme agli olandesi dell'Ajax, ai belgi dello Standard Liegi e ai greci del Panathīnaïkos, è riuscita a passare il turno come seconda del girone dietro all'Ajax.
Nei trentaduesimi di finale ha eliminato gli ucraini dello Shakhtar (sconfitta 0-1 all'andata, vittoria 2-0 al ritorno); nei sedicesimi di finale ha eliminato i russi del Krasnodar (vittoria 2-1 all'andata e vittoria 0-2 al ritorno); nei quarti di finale ha eliminato i belgi del Genk (vittoria 3-2 all'andata e pareggio 1-1 al ritorno), mentre ha dovuto arrendersi in semifinale agli inglesi del Manchester United, pur uscendo con onore dal torneo avendo perso 0-1 in casa all'andata e avendo poi pareggiato per 1-1 al ritorno a Manchester.

## Divise e Sponsor
|  | Casa | Trasferta |

## Rosa
| N. |                      | Ruolo | Calciatore            |
| -- | -------------------- | ----- | --------------------- |
| 1  | Spagna (bandiera)    | P     | Sergio Álvarez        |
| 2  | Spagna (bandiera)    | D     | Hugo Mallo (capitano) |
| 3  | Spagna (bandiera)    | D     | Andreu Fontàs         |
| 4  | Spagna (bandiera)    | D     | Pape Cheikh Diop      |
| 5  | Cile (bandiera)      | C     | Marcelo Díaz          |
| 6  | Serbia (bandiera)    | C     | Nemanja Radoja        |
| 7  | Belgio (bandiera)    | A     | Théo Bongonda         |
| 8  | Cile (bandiera)      | C     | Pablo Hernández       |
| 9  | Svezia (bandiera)    | A     | John Guidetti         |
| 10 | Spagna (bandiera)    | A     | Iago Aspas            |
| 11 | Danimarca (bandiera) | C     | Pione Sisto           |
| 12 | Francia (bandiera)   | A     | Claudio Beauvue       |

| N. |                      | Ruolo | Calciatore        |
| -- | -------------------- | ----- | ----------------- |
| 13 | Spagna (bandiera)    | P     | Rubén Blanco      |
| 15 | Spagna (bandiera)    | C     | Álvaro Lemos      |
| 16 | Spagna (bandiera)    | C     | Jozabed           |
| 17 | Danimarca (bandiera) | C     | Andrew Hjulsager  |
| 18 | Danimarca (bandiera) | C     | Daniel Wass       |
| 19 | Spagna (bandiera)    | D     | Jonny             |
| 20 | Spagna (bandiera)    | D     | Sergi Gómez       |
| 21 | Spagna (bandiera)    | D     | Carles Planas     |
| 22 | Argentina (bandiera) | D     | Gustavo Cabral    |
| 23 | Spagna (bandiera)    | C     | Josep Señé        |
| 24 | Argentina (bandiera) | D     | Facundo Roncaglia |
| 25 | Italia (bandiera)    | A     | Giuseppe Rossi    |

## Risultati

### UEFA Europa League

#### Fase a gironi
| Arbitro: | Hüseyin Göçek |

|            |           |           |
| Dossevi 3’ | Marcatori | 13’ Rossi |

| Arbitro: | Luca Banti |

|                       |           |  |
| Guidetti 84’ Wass 89’ | Marcatori |  |

| Arbitro: | Ivan Kružliak |

|                         |           |                       |
| Fontàs 29’ Orellana 82’ | Marcatori | 22’ Ziyech 71’ Younes |

| Arbitro: | Paweł Raczkowski |

|                                   |           |                        |
| Ziyech 41’ Dolberg 67’ Younes 71’ | Marcatori | 79’ Guidetti 87’ Aspas |

| Arbitro: | Benoît Bastien |

|          |           |            |
| Aspas 8’ | Marcatori | 81’ Laifis |

| Arbitro: | Andris Treimanis |

|  |           |                                 |
|  | Marcatori | 4’ Guidetti 76’ (rig.) Orellana |

#### Fase a eliminazione diretta
| Arbitro: | Gediminas Mažeika |

|  |           |                    |
|  | Marcatori | 27’ Blanco Leschuk |

| Arbitro: | Slavko Vinčić |

|  |           |                                |
|  | Marcatori | 90+1’ (rig.) Aspas 108’ Cabral |

| Arbitro: | Craig Thomson |

|                      |           |              |
| Wass 50’ Beauvue 90’ | Marcatori | 56’ Claesson |

| Arbitro: | Ruddy Buquet |

|  |           |                     |
|  | Marcatori | 52’ Mallo 80’ Aspas |

| Arbitro: | Clément Turpin |

|                                  |           |                        |
| Sisto 15’ Aspas 18’ Guidetti 38’ | Marcatori | 10’ Boëtius 67’ Buffel |

| Arbitro: | William Collum |

|              |           |           |
| Trossard 67’ | Marcatori | 63’ Sisto |

| Arbitro: | Sergej Gennad'evič Karasëv |

|  |           |              |
|  | Marcatori | 67’ Rashford |

| Arbitro: | Ovidiu Hațegan |

|              |           |               |
| Fellaini 17’ | Marcatori | 85’ Roncaglia |